# Carlo Zauli
Carlo Zauli (Faenza, 19 agosto 1926 – Faenza, 14 gennaio 2002) è stato un ceramista e scultore italiano.

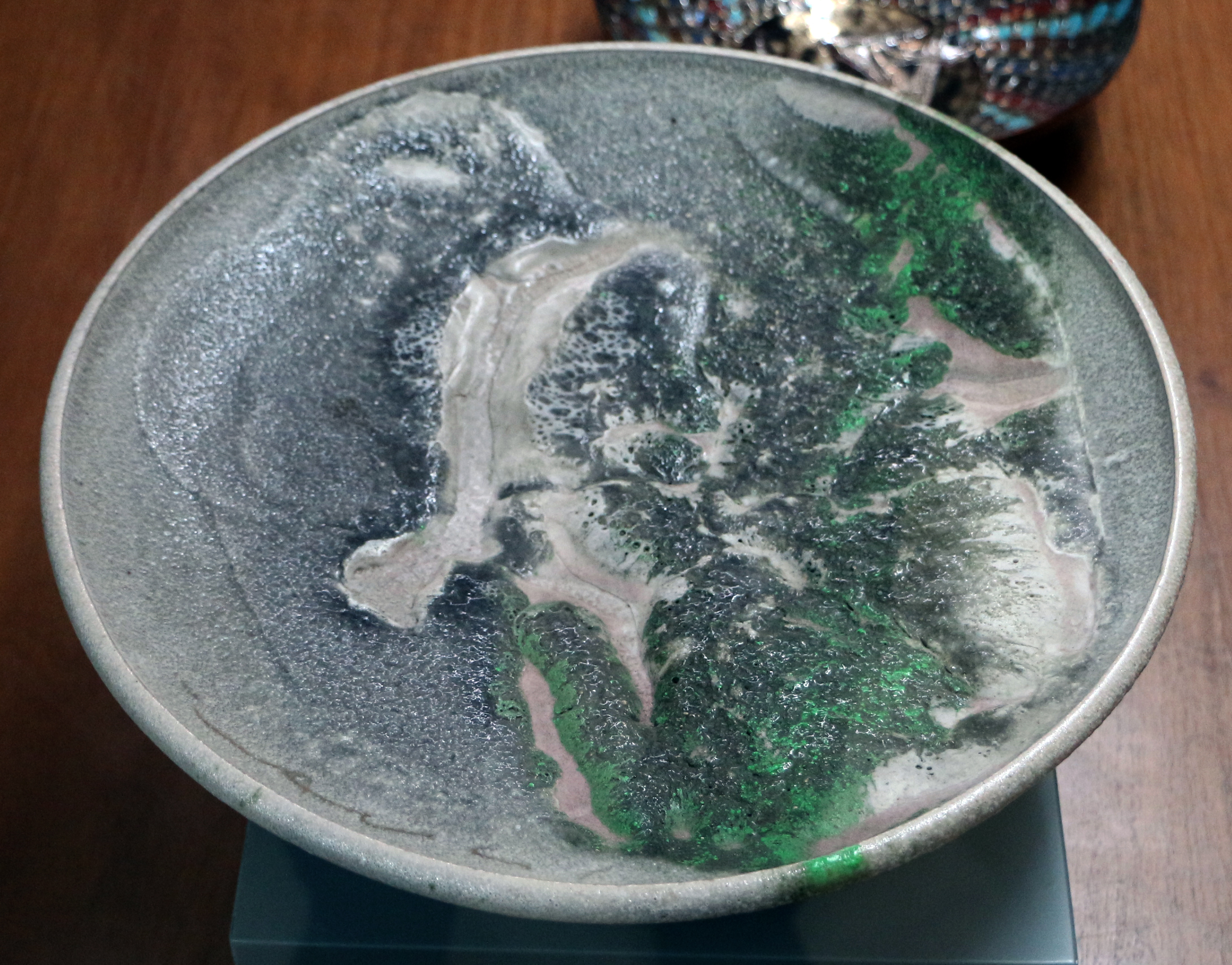
Piatto materico, 1980 circa, gres e smalti, Milano, Castello Sforzesco

Insegnante presso l'Istituto d'arte Gaetano Ballardini di Faenza insieme ad Angelo Biancini, ebbe fra i tanti allievi lo scultore e ceramista Romano Mazzini. Acquisì fama come ceramista a partire dagli anni cinquanta, quando realizzò un grande fregio per la reggia di Baghdad. Partecipò a diverse edizioni del Premio Faenza (che vinse nel 1953, 1958 e 1962), della Triennale di Milano e della Quadriennale di Roma, che gli garantirono un notevole successo commerciale, talvolta ritenuto soffocante per la ricerca artistica e creativa, pur di notevole qualità.
Dopo la morte fu inaugurato nella città natale il Museo Carlo Zauli e gli vennero dedicate mostre retrospettive al Museo internazionale delle ceramiche di Faenza (2002), al Museo nazionale d'arte moderna di Tokyo (2008), alla Fondazione Bevilacqua La Masa di Venezia (2014) e ai Musei civici d'arte antica di Bologna (2015).

## Biografia
Carlo Zauli nasce a Faenza il 19 agosto 1926.  Sin da piccolo manifesta grandi attitudini manuali che lo portano ad iscriversi, nel 1937, al "Regio" Istituto d'Arte per la Ceramica di Faenza poi intitolato alla memoria di "Gaetano Ballardini", dove frequenta il corso di studi tecnologici sotto la guida di Anselmo Bucci e di Domenico Rambelli.
La formazione di Zauli s'interrompe nel 1944, per la deportazione in Germania, nel campo di lavoro di Hülz. Torna a scuola soltanto due anni dopo, diventando allievo e collaboratore di Angelo Biancini; Zauli ottiene il diploma di "Magistero Tecnico" nel 1948 e, l'anno successivo, completa gli studi con un "Corso Speciale di Decorazione Ceramica". Il lungo percorso artistico dello scultore inizia nel 1950 quando, assieme agli amici Umberto Zannoni, Averardo Giovannini e Renato Zama, rileva lo studio del ceramista Mario Morelli, la Nuova Cà Pirota, sito in via della Croce a Faenza, nello stesso spazio dove attualmente si trova il Museo Carlo Zauli.
Attraverso le collezioni del Museo Internazionale delle Ceramiche di Faenza, le numerose fiere ed i concorsi d'arte cui partecipa, Zauli può essere aggiornato sui grandi rinnovamenti formali avvenuti nel mondo della ceramica nei primi anni Cinquanta, rivoluzionata da artisti come Fontana, Picasso e Mirò. 

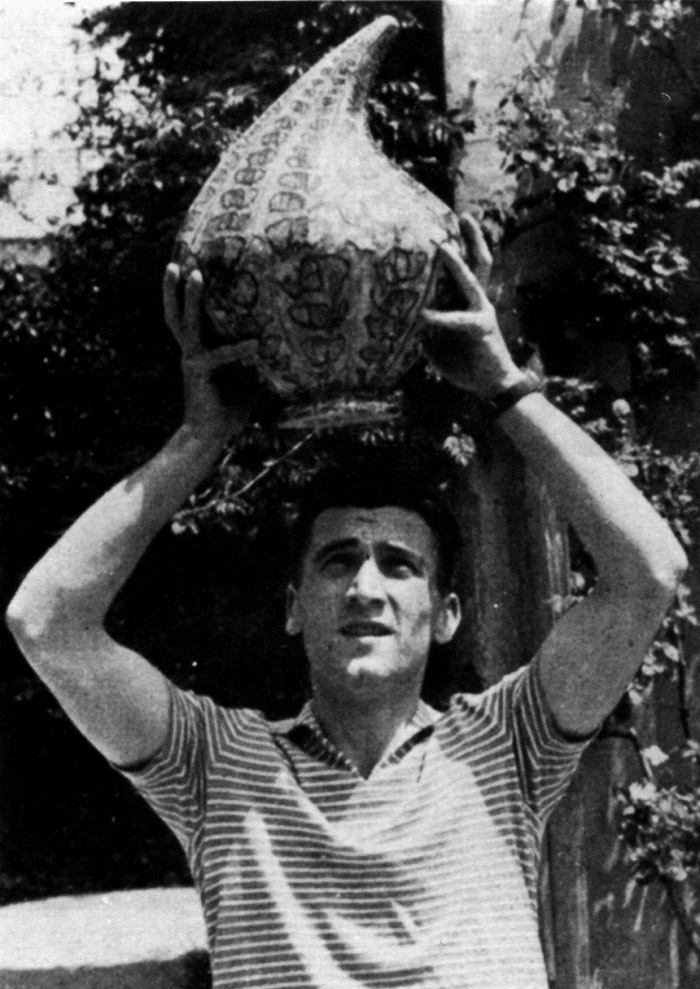
Zauli con l’opera vincitrice al Premio Faenza 1953

Zauli inizia la sua carriera lavorando il materiale della tradizione ceramica italiana. Le prime maioliche, dai vasi asimmetrici ai bivasi, sono ispirate ai modelli fittili mediterranei. Con un Vaso asimmetrico di maiolica policroma, l'artista ottiene il primo riconoscimento ufficiale: il "Premio Faenza" al XI Concorso Nazionale della Ceramica del 1953.
La prima mostra personale dell'artista risale al 1954 e presenta, nel Circolo Artistico di Bologna, quarantotto maioliche di straordinario gusto cromatico. Nello stesso anno, Carlo Zauli partecipa alla X Triennale di Milano (alla Triennale partecipa anche nel 1957, 1964 e nel 1968, entrando in contatto con le ricerche ceramiche informali degli artisti del gruppo CO.BR.A., degli "Spazialisti" e dei "Nucleari", nonché con le concezioni ambientali portate avanti da Lucio Fontana. 
L'artista faentino partecipa anche alle Mostre Nazionali di Pesaro, di Messina, di Monza e di Vicenza, vincendo numerosi premi. 
Sono gli anni in cui Carlo Zauli conosce gli amici Albert Diato, Nanni Valentini e Giuseppe Spagnulo, spesso ospiti nel suo atelier. 
È Albert Diato a portare dalla Francia l'interesse per i materiali di alta temperatura, tipici della tradizione ceramica orientale. Mentre continua a realizzare le opere ceramiche in maiolica, Carlo Zauli inizia la sua ricerca tecnologica con il grès. 
Tra il 1956 e il 1957 ottiene i primi smalti bianchi a 1200°, precursori dei cosiddetti "Bianchi di Zauli". 
Nella personale milanese presso la Galleria Montenapoleone (1957), l'artista espone una sessantina di opere, tutte in grès, che costituiscono i primi risultati importanti con questo materiale innovativo; nello stesso anno espone a Roma, nella Galleria del Vantaggio, numerosi oggetti dall'aspetto biomorfo, decorati con segni informali.
Il 1958 è un anno ricco di attività e successi: Carlo Zauli vince la cattedra di "Tecnologia Pratica", iniziando la sua carriera di docente presso l'Istituto d'Arte per la Ceramica in Faenza, attività che svolgerà, parallelamente alla ricerca artistica, per oltre vent'anni; realizza i ventuno bassorilievi in maiolica policroma che compongono il grande fregio (84 m²) per la Reggia di Baghdad. 
Inoltre, Zauli vince nuovamente il "Premio Faenza" con il Grande vaso ovoide irregolare di grès.
Nel 1960, Zauli è tra i fondatori di "La Faenza", che produce piastrelle di grès in monocottura al posto della tradizionale maiolica; l'artista realizza un design di avanguardia, occupandosi della progettazione delle superfici e dei decori. 
Nello stesso anno, Zauli espone "Cinquantotto pezzi di ceramica" in una personale a Madrid. Sono opere funzionali realizzate in grès, rivestite con smalti policromi; presentano forme totemiche dalla geometria elementare, con decori che conservano ancora tracce informali. 
L'artista continua ad ottenere numerosi riconoscimenti nei concorsi nazionali ed internazionali: a Vicenza (2º Premio, 1957), a Gubbio (Medaglia d'Argento,1957), a Lerici (Medaglia d'Oro della Pubblica Istruzione, 1960 e 1961), a Gubbio (2º Premio, 1960 e 1962; 1º Premio, 1964), a Gualdo Tadino (1º Premio, 1961; 3º Premio, 1964; Medaglia d'Oro, 1967), a Praga (Medaglia d'Oro, 1961), a Cesena (Medaglia d'Oro, 1967), a Vallauris (Medaglia d'Oro, 1968). Carlo Zauli prosegue il suo lavoro nel campo dei fregi decorativi architettonici; nel 1960 realizza il bassorilievo (97 m²) per l'Hotel Hilton di Teheran (Iran) e, l'anno successivo, conclude il grande fregio in altorilievo destinato al Poligrafico di Stato del Kuwait.
Nel 1962 Zauli vince, per la terza volta, il "Premio Faenza" con il Vaso bianco a forma sferica realizzato in grès, allontanandosi definitivamente dalla tradizione della maiolica faentina. 
L'artista inizia un periodo artistico in cui può essere definito "scultore di vasi". 
Il vaso del ceramista è sottoposto ad un progressivo lavoro di sintesi geometrica che, unita ad una sorta di crescita abnorme, lo fa diventare un oggetto scultoreo vero e proprio. Nello studio del faentino sono frequenti le visite di Arnaldo Pomodoro e Giò Pomodoro, di Giuseppe Spagnulo, di Nanni Valentini e di Lucio Fontana.
Nel 1964, Zauli espone per la prima volta in Giappone in una collettiva itinerante a Tokyo, Kurume, Kyoto e Nagoya; espone anche a Roma, nella Galleria Penelope, con Leoncillo Leonardi, Fontana, Biancini Gambone, Meli, Placidi e Caruso. 
Sono sempre più numerose le personali in Italia e all'estero, tra cui quelle a Johannesburg (Sud Africa) e a Rochester (USA, 1964).
Nel 1966, Zauli realizza i quattro grandi pannelli murali (tre in grès bianco e uno in maiolica smaltata con un rosso cupo) per l'Istituto Tecnico Commerciale di Faenza. I riconoscimenti ufficiali continuano ad arrivare: al 2º Convegno Internazionale di Estetica Sperimentale di Verucchio, Zauli ottiene la Medaglia d'Oro per la sua interpretazione moderna della tradizione della ceramica, mentre alla Mostra Nazionale di Vicenza ottiene il Premio "Andrea Palladio" per la sua attività di designer. 
La poetica dell'artista, dagli anni Sessanta in poi, si riassume nel titolo della sua relazione presentata al convegno dell'Accademia Internazionale di Ceramica di Ginevra nel 1966: creatività e fedeltà alla materia sostenuta da una "ricerca dell'espressione della forma, esaltata e vivificata dalla materia stessa". 
Gli oggetti realizzati in questi anni abbandonano le asimmetrie tipiche del decennio precedente per affrontare forme dalla geometria elementare, riscontrabili anche in certe opere di Nanni Valentini e di Ettore Sottsass; spicca, nella ricerca del faentino, l'interesse per gli aspetti tattili dei materiali che lo porta ad ottenere una gamma ricchissima di sfumature materiche, tutte tendenti alla monocromia del bianco, poi conosciuta come "Bianco di Zauli".
Tra il 1967 e il 1968, Zauli diventa compiutamente scultore. 
Alla scultura giunge dopo aver ultimato un'analisi esaustiva del linguaggio della ceramica, dopo aver messo a punto le metodologie e le tecniche che consentono la realizzazione di grandi opere con materiale ceramico greificato. 
Nascono così le grandi Sfere, le Ruote, i Cubi e le Colonne, tra il 1968 e il 1972.
Zauli mette in atto una sintesi tra la "linea zen" della ceramica, introdotta in Europa da Bernard Leach, e la visione scultorea italiana portata avanti da Leoncillo e da Fontana. 
L'artista inizia la frequentazione dei pittori Enzo Brunori e Vittoria Lippi. 
Conosce anche Capogrossi, Afro e Giulio Carlo Argan, che presenta la sua prima monografia pubblicata nel 1968.
Lo scultore espone in numerose personali a Lucca, a Carpi 1968, a Reggio Emilia, ad Albisola, a Cesena 1969, a Bologna 1970. 
Nel 1970, Zauli è nominato "Membro Accademico" dall'Accademia Internazionale di Ceramica di Ginevra ed espone a Kyoto (Giappone), in una mostra collettiva presentata da Yoshiaki Inui.
Il 1972 è ricco di avvenimenti artistici: realizza il Grande Rilievo (850 x 260 cm) e la Colonna destinati alla Biblioteca e allo scalone della Facoltà di Lettere e Filosofia dell'Università di Bologna; presenta una quarantina di pezzi in grès nelle personali ai Musées Royaux d'Art et d'Histoire di Bruxelles e all'Hetjens-Museum di Düsseldorf. 
Partecipa ad una collettiva presso il Victoria and Albert Museum di Londra.
Dal 1973 al 1977 Zauli sforna numerose opere dall'aspetto fortemente materico e terroso, realizzate con un grès nero molto ricco di ossido di manganese. 
Queste nuove opere sono denominate Zolle, quando si tratta di piccole sculture; sono invece definite Arate quando si sviluppano in grandi pannelli in rilievo. 
Zauli partecipa alla X Quadriennale di Roma del 1973 con cinque sculture: Origine, Palpito sferico, Torsione materica, Fremito mediterraneo e Forma mediterranea, poi esposte nella personale presso la Galleria Forum di Trieste. 
L'artista vince il Primo Premio all'Esposizione Internazionale di Ceramica di Nagoya nello stesso anno.
Zauli continua a sfornare nuove Sfere, Cubi esplosi, Stele materiche e Geometrie modulate ancora più sfumati nei bianchi e molto più dinamici: sono sculture nate per dialogare con lo spazio naturale, per essere installate all'aperto. 
Il loro piazzamento più congeniale è il giardino Zen, oppure l'ambiente architettonico in cui potersi espandere sotto forma di pannelli murali. 
Sono queste le opere con cui lo scultore faentino è "scoperto" in Giappone. Infatti, nel 1974, Zauli presenta una grande personale itinerante ad Osaka, Tokyo, Nagoya e Kyoto, in cui espone 120 opere; oltre alle ceramiche, presenta alcune sculture in bronzo e in argento.
Nel 1975, l'artista inaugura uno studio a Milano, mantenendo sempre lo studio faentino dove realizza le opere monumentali. 
Zauli sente la necessità di misurarsi con la grande città, entrare in contatto con i circuiti artistici per approfondire e scambiare con altri artisti il suo bagaglio estetico, tecnico e umano; frequenta Arnaldo Pomodoro e Giò Pomodoro. 
In questi anni la ricerca di Zauli è indirizzata verso la sperimentazione dei materiali della tradizione scultorea, affrontando le tecniche del bronzo nelle fonderie di Milano, Bologna e Verona e sfidando la durezza dei marmi di Pietrasanta. 
Lo scultore presenta le personali a Castellamonte, a Parma, a Pescara e a Cremona. 
A Milano, nella Sede INAIL, Zauliinstalla un grande altorilievo in grès bianco e lastre di piombo.
Nel 1976 espone nelle personali di Ravenna, di Imola e di Cremona. 
I riconoscimenti pubblici continuano ad arrivare: è premiato al Museo della Scienza e della Tecnica di Milano con la "Tavolozza d'Oro" per la Scultura; a Cesena, Zauli riceve il "Premio Romagna 1976", mentre a Venezia riceve la "Rosa d'Oro 1976" per le Arti.
Nella seconda metà degli anni Settanta, gli eleganti "Bianchi di Zauli" lasciano spazio ad una ricerca espressiva e cromatica completamente nuova. 
Carlo Zauli inaugura una nuova tipologia di sculture eseguite mediante lo stravolgimento e l'assemblaggio di forme ceramiche realizzate al tornio. 
I primi "vasi sconvolti" risalgono al 1976 e sono ancora smaltati di bianco; quelli successivi, invece, permettono d'intravedere il colore della terra, smaltata parzialmente con colori scuri metallizzati, la cui espressività ricorda la potenza drammatica di Peter Voulkos.
Carlo Zauli espone nelle personali a Intra, a Mönchengladbach (Germania) e ad Osaka (Giappone) e realizza il grande bassorilievo per la Cassa Rurale ed Artigiana di Faenza.
Nel 1978, in occasione del congedo dall'insegnamento, Zauli dirige l'esperienza didattica Azione, presso l'Istituto d'Arte di Faenza. 
Nello stesso anno, al Palazzo delle Esposizioni di Faenza, è presentata la grande mostra dedicata ai Dieci anni di scultura in grès del Maestro; Carlo Zauli espone anche nelle personali presso la Galleria La Loggia di Bologna e alla Forum di Trieste.
Nel 1979 l'artista avvia una collaborazione con la Rosenthal di Selb Germania, progettando piccole sculture da produrre in porcellana, in multipli numerati. Zauli espone nelle personali a Ferrara, a Salice Terme e ad Osaka dove presenta la sua opera grafica. 
L'anno successivo, Zauli è nominato Presidente dell'ISIA di Faenza dal Ministero della Pubblica Istruzione e dal Comune di Faenza. 
Espone le sue sculture in bronzo e in grès nelle personali a Lissone, a Modena, a Padova, a Lugano e nella mostra personale itinerante giapponese a Kyoto, Tokyo e Fukuoka.
Nei primi anni Ottanta, Zauli recupera il suo interesse per la policromia degli esordi; approfondisce le sue ricerche sulla porcellana, sui diversi tipi di argille e di smalti, raggiungendo dei risultati inediti nella sua produzione precedente. 
Zauli realizza piccole sculture in porcellana rivestite con smalti di notevole corposità materica, oppure con le ricche trasparenze del celadon. 
Le forme, sempre più morbide e sensuali, sono spesso rivestite con i "bianchi", vivificati con le sottili sfumature policrome.
Nel 1981 Zauli espone nuovamente in Giappone, nella personale itinerante a Fukuoka, Tokoname e Tokyo. 
Le sue sculture sono presentate anche nelle personali a Carugate, a Varese e a Torino, mentre l'anno successivo l'opera grafica e scultorea dell'artista è esposta a Zurigo, a Reggio Emilia, a Basilea, a Horgen Svizzera e a Forlì.
Nel 1983, Zauli partecipa, a Faenza, assieme a Angelo Biancini, Edouard Chapallaz, Nanni Valentini e Wilhelm ed Elly Kuch, alla mostra dedicata ai Maestri della ceramica; espone anche a Forlì e a Morimondo, continuando, l'anno dopo, a Modena, a Limoges Francia, a Bologna, a Prato e a Milano, dove ottiene il premio "Protagonisti dell'arte ceramica 1984" presso il Centro DIME. 
Nella sua città, realizza il grande altorilievo in porcellana policroma per la Banca Popolare di Faenza.
Nel 1985 espone di nuovo a Horgen (Svizzera), mentre l'anno successivo è presente ad Arlington (USA), dove realizza la Colonna Cosmica in grès, di cinque metri d'altezza. 
Partecipa anche alla Quadriennale di Roma del 1986 con cinque opere in grès, tra cui Forma Stele e Cascata.
Nel 1987, Zauli intraprende una ricerca scultorea che costituisce uno sviluppo della gestualità tipica degli "sconvolti", schiacciando le forme foggiate al tornio, dall'esplicito richiamo sessuale: seni e grembi di terra sempre più ruvida e materica che possono anche essere rivestiti con preziosi smalti di un turchese squillante. 
Espone nella personale itinerante a Helsinki Finlandia, presso l'Helsingin Kaupungin Taidemuseo e al Museo Ksjssnin Ksupuki.
Zauli presenta le sue opere anche a Casalecchio di Reno, mentre a Bologna installa un grande altorilievo in grès per l'Auditorium delle Conserve Italia Valfrutta.
Nel 1988 Zauli prosegue la sua attività di designer per "La Faenza", progettando la linea di piastrelle Terza dimensione. 
Espone ad Arzo (Svizzera) e nella collettiva giapponese a Kyoto assieme a Bonaldi, Caruso e Pianezzola. 
L'anno dopo espone nelle personali ad Arzo (Svizzera), a Mosca (URSS) e a Napoli.
Nel 1990 Zauli presenta le sue sculture in grès, maiolica e porcellana a Hannover (Germania) e a Brunico, mentre a Castellamonte gli è dedicata la mostra Omaggio al Maestro Carlo Zauli. 
Dall'inizio degli anni Novanta, una grave malattia degenerativa segna il progressivo rallentamento dell'attività creativa dell'artista faentino. 
In questi anni, lo scultore realizza una vera e propria rivisitazione formale delle sue opere: Cubi alati, Sfere e Colonne si presentano con il tipico "Bianco di Zauli", arricchito da spruzzature di smalti rossi, azzurri, arancioni e verdi.
Nel 1991 Zauli presenta una personale a Lugano (Svizzera) e, l'anno dopo, realizza una Via Crucis per la Chiesa del Cristo Redentore di Acqui Terme. 
Nel 1993 è premiato a Terni con il "San Valentino d'Oro per le Arti". 
Nel 1995 lo scultore espone al Palazzo del Ridotto di Cesena, mentre a Castellamonte le sue opere sono presentate assieme a quelle di Picasso, Arturo Martini, Giò Pomodoro, Baj, Fabbri, Aligi Sassu e Fontana.
Nel 1996 Zauli è premiato, dalla Riunione Cittadina di Faenza, con la "Medaglia d'oro di benemerenza".
Zauli è invitato ad inaugurare una sezione del Museo dell'Arte e dell'Industria di Caracas (Venezuela) dedicata al suo lavoro di scultore e di designer; nel 1997 è ospite dell'Associazione "Fatti d'Arte" di Piacenza, dove espone in una sezione antologica. 
A Castellamonte, nel 1998, gli è dedicata la mostra "Omaggio a Carlo Zauli", mentre a Bologna è presentata l'antologica "Zauli, trent'anni di scultura 1965-1995".
L'artista è presentato da Janet Mansfield e Garth Clark tra i dieci Artisti dal mondo partecipanti alla mostra del Museo Internazionale delle Ceramiche nel 1999, mentre nel 2000 è presente ad Orlando (USA) con una grande Stele di grès bianco, nella mostra organizzata dal 
Museo Internazionale delle Ceramiche in collaborazione con l'Assopiastrelle di Sassuolo. 
Dopo la lunga malattia, Zauli, considerato dalla critica internazionale uno dei massimi rinnovatori dell'arte della ceramica, si spegne a Faenza il 14 gennaio 2002. 
Nello stesso anno, il Comune di Faenza, in collaborazione con il Museo Internazionale delle Ceramiche di Faenza, dedica all'artista una grande mostra antologica intitolata L'Alchimia delle Terre, mentre nello studio faentino di via della Croce inaugura, per volontà della famiglia, il "Museo Carlo Zauli".

## Opere
Opere di Carlo Zauli in Musei pubblici e privati
- Barcellona, Museo de Ceramica
- Bruxelles, Musées Royaux d’Art et d’Histoire
- Caracas, Museo Internazionale della Ceramica
- Cento, Galleria d’Arte Moderna
- Düsseldorf, Hetjens Museum
- Faenza, Museo Internazionale delle Ceramiche
- Genève, Musée Ariana
- Gent, Museum voor Sierkunst
- Gifu, Contemporary Ceramic Museum
- Helsinki, Kaupungin Taidemuseo
- Houston, Museum of Modern Art
- Hyogo, Contemporary Ceramic Museum
- Kobe, Famaki Gallery
- Köln, Kunstgewerbemuseum
- Kyoto, Hashimoto Metal Gallery
- Kyoto, Modern Art Gallery
- Kyoto, National Museum of Modern Art
- Kyoto, Omura Gallery
- Kyoto, The Museum of Contemporary Ceramic Art, The Shigaraki Ceramic Cultural Park
- Lausanne, Musée des Arts Décoratifs
- Limoges, Musée de la Ville
- London, Victoria and Albert Museum
- Marradi, Museo Dino Campana
- Milano, Museo Paolo Pini
- Monreale, Galleria d’Arte Moderna Sciortino
- Moscow, Casa degli Artisti
- Nagoya, Aichi-Ken Tojiki Shiryokan Museum
- Osaka, Ashiya Gallery
- Osaka, Contemporary Art Museum
- Ostenda, State Museum
- Parma, Museo Centro Studi dell’Archivio e Comunicazione
- Prato, Museo d’Arte Contemporanea Luigi Pecci
- Monreale, Galleria d’Arte Moderna
- Sedalia, The Daum Museum of Contemporary Art
- Spezzano, Museo Enzo Ferrari
- Santa Sofia, Museo d’Arte Contemporanea
- Stuttgart, Württembergisches Landesmuseum
- Tel Aviv, University Museum Collection
- Tolentino – Castello della Rancia, Museo della Resistenza
- Tokyo, Modern Art Gallery
- Zürich, Museum Bellerive

Opere di Carlo Zauli in collezioni pubbliche (esclusi i musei)
- Cubo Alato, 1978 Faenza, piazzale Cesare Battisti.
- Stele, 1983 Faenza, via Laghi 37, sede Banca Monte dei Paschi di Siena.
- Altorilievo (Zolle), 1978 Faenza, viale Baccarini 23, sede Banca Antonveneta
- Altorilievo, 1983 Faenza, Piazza del Popolo 27, sede Banca Antonveneta
- Altorilievi, 1979 Faenza, Piazza della Libertà 14, sede Banca di Credito Cooperativo
- Scultura, 1967 Faenza, Ospedale Civile, corso Mazzini
- Stele, 1986 Faenza, MIC (proprietà Zauli)
- 3 altorilievi, 1964-66 Faenza, Istituto “Oriani”, via Manzoni 6
- Stele, 1983 Lugo, Banca di Romagna, piazza Baracca 24
- Sfera, 1983 Ravenna, Banca di Romagna, piazza del Popolo 22
- Sfera, 1983 Ravenna, Banca di Romagna, piazza del Popolo 22
- Sfera ovale, 1983 Ravenna, Banca di Romagna, piazza del Popolo 22
- Altorilievo, 1990 Imola, Ospedale Civile
- Sensualità, 1976 Imola, Banca di Romagna, via Orsini 15
- Altorilievo, 1985 Bologna S.Lazzaro di Savena, sede Conserve Italia, via Poggi 11
- Scultura, 1985 Bologna S.Lazzaro di Savena, sede Conserve Italia, via Poggi 11
- Altorilievo (mare), 1972 Bologna, Biblioteca di Discipline Umanistiche, via Zamboni 36
- Scultura, 1972 Bologna, Biblioteca di Discipline Umanistiche, via Zamboni 36
- Cubo Alato, 1975 Bologna, Palazzo dei Congressi, piazza costituzione 5/c Bologna
- Altorilievo, 1972 Bologna, Sede Regione Emilia-Romagna, viale Aldo Moro 52
- Stele, 1983 Bologna, sede UNICREDIT, viale Aldo Moro 52
- Due altorilievi, 1985 Bologna, Sofitel, via Pietramellara 59
- Altorilievo, 1969 Cervia, Milano Marittima, XII traversa mare 12, Hotel Le Palme
- Due altorilievi, 1965 Forlì, Ospedale Morgagni, via Forlanini 34, Vecchiazzano
- Primario, 1969 Forlì, sede Camera di Commercio, corso della Repubblica 5
- Altorilievo, 1963 NapoIi, Istituto Nazionale Assicurazioni
- Altorilievo, 1975 Milano, sede INAIL, via Moscova 30
- Altorilievo, 1972 Cremona, sede INPS, piazza Cadorna 17
- Altorilievo, 1973 Bagnaia (Siena), centro congressi Marina Riffeser
- Cubo Alato, 1973 – 74 Bagnaia (Siena), centro congressi Marina Riffeser
- Sfera – Bronzo, 1973 Bagnaia (Siena), centro congressi Marina Riffeser
- Primario Esploso, 1983 Prato, sede Comune, piazza del Comune 2
- Altorilevo, 1966 Rovereto, Officina Volani
- Scultura, 1975-76 Lugano, banca, via Nassa
- Cubo Alato, 1987 Tel Aviv, Università
- Altorilievo, 1958 Baghdad, Palazzo Reale
- Altorilievo, 1960 Teheran, Hilton Hotel
- Altorilievo, 1960 Poligrafico di Stato del Kuwait